# The Closing of Winterland
The Closing of Winterland je čtyřdiskové koncertní album americké rockové skupiny Grateful Dead. Záznam byl nahrán 31. prosince 1978 a vydán o 25 let později, 16. prosince 2003.

## Seznam skladeb
| Disk 1 | Disk 1               | Disk 1                       | Disk 1 |
| Pořadí | Název                | Autor                        | Délka  |
| ------ | -------------------- | ---------------------------- | ------ |
| 1.     | Sugar Magnolia       | Robert Hunter, Bob Weir      | 7:21   |
| 2.     | Scarlet Begonias     | Hunter, Jerry Garcia         | 11:55  |
| 3.     | Fire on the Mountain | Hunter, Mickey Hart          | 13:12  |
| 4.     | Me and My Uncle      | John Phillips                | 3:11   |
| 5.     | Big River            | Johnny Cash                  | 7:05   |
| 6.     | Friend of the Devil  | John Dawson, Hunter, Garcia  | 10:48  |
| 7.     | It's All Over Now    | Bobby Womack, Shirley Womack | 8:55   |
| 8.     | Stagger Lee          | Hunter, Garcia               | 8:03   |
| 9.     | From the Heart of Me | Donna Godchaux               | 3:49   |
| 10.    | Sunshine Daydream    | Hunter, Weir                 | 3:15   |

| Disk 2 | Disk 2                               | Disk 2             | Disk 2 |
| Pořadí | Název                                | Autor              | Délka  |
| ------ | ------------------------------------ | ------------------ | ------ |
| 1.     | Samson and Delilah                   | trad., arr. Weir   | 9:17   |
| 2.     | Ramble on Rose                       | Hunter, Garcia     | 9:35   |
| 3.     | I Need a Miracle                     | John Barlow, Weir  | 11:19  |
| 4.     | Lady with a Fan“ / „Terrapin Station | Hunter, Garcia     | 12:23  |
| 5.     | Playing in the Band                  | Hunter, Hart, Weir | 13:06  |

| Disk 3 | Disk 3            | Disk 3                    | Disk 3 |
| Pořadí | Název             | Autor                     | Délka  |
| ------ | ----------------- | ------------------------- | ------ |
| 1.     | Rhythm Devils     | Hart, Bill Kreutzman      | 19:23  |
| 2.     | Not Fade Away     | Buddy Holly, Norman Petty | 19:34  |
| 3.     | Around and Around | Chuck Berry               | 9:19   |

| Disk 4 | Disk 4                   | Disk 4                                                   | Disk 4 |
| Pořadí | Název                    | Autor                                                    | Délka  |
| ------ | ------------------------ | -------------------------------------------------------- | ------ |
| 1.     | Dark Star                | Hunter, Garcia, Hart, Kreutzman, Phil Lesh, Pigpen, Weir | 12:05  |
| 2.     | The Other One            | Kreutzman, Weir                                          | 4:45   |
| 3.     | Dark Star                | Hunter, Garcia, Hart, Kreutzman, Lesh, Pigpen, Weir      | 1:15   |
| 4.     | Wharf Rat                | Hunter, Garcia                                           | 11:00  |
| 5.     | Saint Stephen            | Hunter, Garcia, Lesh                                     | 7:52   |
| 6.     | Good Lovin'              | Artie Resnick, Rudy Clark                                | 11:00  |
| 7.     | Casey Jones              | Hunter, Garcia                                           | 5:17   |
| 8.     | Johnny B. Goode          | Berry                                                    | 4:42   |
| 9.     | And We Bid You Goodnight | trad., arr. Grateful Dead                                | 1:30   |

## Sestava

### Grateful Dead
- Jerry Garcia – sólová kytara, zpěv
- Bob Weir – rytmická kytara, zpěv
- Phil Lesh – basová kytara, zpěv
- Donna Godchaux – zpěv
- Keith Godchaux – piáno
- Mickey Hart – bicí, perkuse
- Bill Kreutzman – bicí, perkuse

### Hosté
- Bill Graham
- Dan Aykroyd – půlnoční odpočítávání
- John Cipollina – kytara
- Ken Kesey
- Matthew Kelly – harmonika
- Lee Oskar – harmonika
- Greg Errico – bicí